# Lissadell House

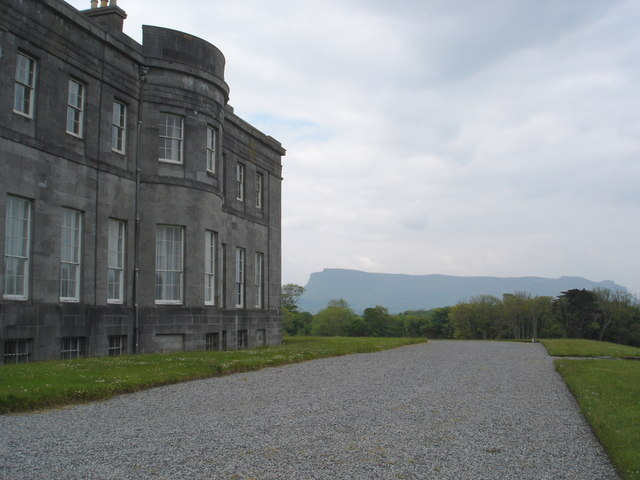
Benbulbin au loin

Lissadell House est une maison de campagne de style néo-classique revivaliste grec, située dans le comté de Sligo, en Irlande.
La maison est construite entre 1830 et 1835 (et habitée à partir de 1833) pour Robert Gore-Booth, 4e baronnet (1784-1835) par l'architecte londonien Francis Goodwin. En 1876, Robert quitte la maison et le domaine environnant pour rejoindre son fils, Henry Gore-Booth, 5e baronnet.

## Architecture
Décrite comme "austère à l'extrême", la maison Lissadell est un manoir de style néo-grec à neuf baies, à deux étages sur sous-sol, le dernier de ce style à avoir été construit en Irlande. Construit en calcaire de Ballysadare avec des murs en pierre de taille finement appareillés. Un front d'entrée est au nord avec une projection centrale à trois baies à fronton, ouverte à l'origine à l'est et à l'ouest pour former porte cochère.
Avant sa vente en 2003, Lissadell est la seule maison en Irlande à conserver son mobilier original de Williams & Gibton, spécialement conçu pour la maison et dessiné pour s'harmoniser avec la vision architecturale de Goodwin.
Lissadell est la première maison de campagne en Irlande à avoir une alimentation en gaz d'éclairage indépendante raccordée à la propriété.

## Emplacement
La maison est sur la rive sud de la péninsule de Magherow, dans le nord du comté de Sligo, surplombant la baie de Drumcliff. C'est dans la ville de Lissadell South, la Baronnie de Carbury, anciennement appelée Túath de Cairbre Drom Cliabh. La maison tire son nom du toponyme irlandais, Lios an Doill Uí Dálaigh ou O'Dalys Court of the Blind, en référence peut-être à l'école de poésie O Daly qui existait ici au XIIIe siècle.

## Histoire
Le domaine est formé à partir de terres accordées au début du XVIIe siècle au soldat élisabéthain Sir Paul Gore pour ses services rendus à la couronne anglaise pendant la guerre de Neuf Ans. La terre est confisquée à des propriétés ecclésiastiques appartenant au monastère de Drumcliff, aux seigneurs de Ó Conchobhair Sligigh et aux chefs Ó hAirt du territoire. Le siège d'origine du domaine est au château d'Ardtermon, une maison forte du XVIIe siècle située à plusieurs kilomètres à l'ouest. La maison actuelle a remplacé une ancienne maison du XIIIe siècle plus près de la rive qui a été démolie.
La propriété était autrefois de 32 000 acres(13 000 ha) mais comprend maintenant moins de 500 acres (202 ha), le domaine immédiatement à côté de la « maison ». C'est la maison d'enfance de la révolutionnaire irlandaise, Constance Gore-Booth, sa sœur la poétesse et suffragette, Eva Gore-Booth, et leurs frères et sœurs, Mabel Gore-Booth, Mordaunt Gore-Booth et Josslyn Gore-Booth. C'est aussi le lieu de vacances du poète de renommée mondiale, William Butler Yeats. Il rend la maison célèbre avec les lignes d'ouverture de son poème :
"In Memory of Eva Gore-Booth and Con Markiewicz"
The light of evening, Lissadell,
Great windows open to the south,
Two girls in silk kimonos, both
Beautiful, one a gazelle,
Le domaine a été acheté par la famille Cassidy-Walsh en 2003 pour une somme non divulguée. Ils ont lancé un programme de restauration de la maison et des terrains. En 2006, Fáilte Ireland a accordé une subvention de 1,1 million d'euros à la restauration des jardins.

## Controverses

### L'autorisation de Ballygilgan
Cette controverse est survenue juste avant la famine et concernait le dédouanement d'une colonie sur le domaine de Lissadell dans le cadre de «l'amélioration» de la propriété par la fusion de petites exploitations en plus grandes fermes viables via «l'émigration assistée». La question était de savoir si ces personnes étaient obligées d'y aller, ou si le choix leur était laissé.

### L'affaire Lissadell
Cette controverse était centrée sur le limogeage de Gabrielle Gore-Booth par le solliciteur général de l'époque autour d'allégations de mauvaise gestion de la succession, à la fin des années 1950 et au début des années 1960, lorsque l'héritier Michael devient pupille de la cour. Cela a provoqué une indignation publique considérable quand la journaliste anglaise Anne Robinson a raconté l'affaire pour la première fois. La contre-réclamation de Gabrielle impliquait l'abattage illégal du bois de la propriété. Les appels à une enquête publique ont été suivis d'une enquête de RTÉ, son émission d'actualité  Seven Days, qui a réexaminé la réclamation concernant le bois, qui avait été rejetée comme "absurde".
Le jugement a été rendu en avril 1965 par le juge Davitt, qui a résumé: «Ni Gabrielle, ni sa mère ou sa sœur n'ont de droits légaux sur la façon dont Lissadell doit être géré. Ils n'ont même pas le droit d'être à Lissadell. Ils ont été autorisés à y rester parce qu'ils croyaient que si Sir Michael Gore-Booth n'était pas handicapé, il souhaiterait en permanence que l'hospitalité de sa maison soit étendue à sa mère et à ses sœurs. Cette croyance peut ou non être fondée. Je ne considère pas nécessaire d'ordonner que l'abattage du bois soit arrêté ".

### Vente en 2004
En 2003, la maison est mise en vente par Josslyn Gore-Booth (un petit-neveu de l'original Josslyn Gore-Booth), pour 3 millions d'euros. La vente est controversée parce que, en plus d'être l'une des plus belles maisons d'Irlande, il y a beaucoup d'associations historiques possibles à la maison. C'est la maison de Constance Markievicz, associée au poète W.B. Yeats et, en raison de ses liens avec Markievicz et le soulèvement de 1916, on peut soutenir que la maison est inextricablement liée à la fondation de l'État. Beaucoup, y compris Sir Josslyn lui-même, espéraient que l'État l'achèterait lorsqu'il dit: «Il suffit de dire que j'accueillerais favorablement un intérêt de la part de l'État».
Cependant, le gouvernement de Fianna Fáil sous Bertie Ahern renonça à tout intérêt dans le domaine, citant un rapport de coûts commandé par le ministre de l'Environnement Martin Cullen qui suggérait que le coût global pour l'État pour acheter Lissadell et le rénover en tant qu'attraction touristique majeure, coûterait environ 28 millions d'euros, un chiffre qui a été déclaré inexact par beaucoup, y compris Sir Josslyn lui-même L'État a également renoncé à tout intérêt dans la vente aux enchères du contenu de la maison.
Un consortium a été mis en place composé d'hommes d'affaires et de politiciens pour acheter la maison en fiducie pour l’État; Cependant, la maison a finalement été vendue à un couple privé, les éminents avocats de Dublin Edward Walsh et Constance Cassidy, qui ont commencé à restreindre l'accès (la traversée) du domaine peu de temps après, invoquant des problèmes de confidentialité et de sécurité.

### Conflit d'accès de 2008 à aujourd'hui

#### Contexte
Des protestations sur l'accès et la traversée de la succession ont commencé peu de temps après la vente, avec la formation d'un groupe appelé « Lissadell Action Group » qui a fait campagne pour que les droits de passage publics à travers le domaine soient confirmés. Les protestataires ont prétendu qu'il y avait eu un accès libre à travers la succession pour les cent années précédentes et ont basé leur réclamation en partie sur une déclaration par Sir Jossylyn. Dans une interview parue en 1987 dans les journaux du Lissadell Estate, il avait déclaré: «Cette promenade en voiture, ou avenue, tourne alors à l'intérieur des terres à travers les bois à l'ouest de la maison, pour finir par s'incurver jusqu'à l'entrée nord de la maison. Aujourd'hui, l'avenue est un lieu de prédilection pour les pique-niques et les bains, mais ce n'est pas une idée récente. Les habitants de Sligo ont été en mesure d'utiliser cette zone pour les loisirs depuis le début de ce siècle".Cette affirmation glisse sur le fait que cette partie de Lissadell a été vendue en vertu des lois sur les terres et que Coilte (la Commission irlandaise des forêts d'État) possédait l'avenue maritime et la terre de chaque côté de celui-ci.
En 2007, lors d'une visite à la maison par le Taoiseach Bertie Ahern pour ouvrir une exposition d'art, les manifestants ont affirmé que "si la comtesse Markievicz avait été là, elle protesterait avec eux", à quoi il a répondu que "l'État ne peut pas prendre en charge toutes les grandes maisons du pays. Lissadell est clairement entre de très bonnes mains, les propriétaires ont fait du bon travail",.
En 2008, le Conseil du comté de Sligo a reçu 40 demandes de citoyens et a demandé des conseils juridiques sur l'accès à la terre. Sur une motion déposée par le conseiller Joe Leonard en décembre 2008, le conseil a voté à l'unanimité pour préserver les droits de passage publics que le conseil a revendiqués sur la succession. Cette motion initia la procédure pour modifier le plan de développement du comté, pour inclure les quatre routes à travers le domaine.
En réponse, les Walshes ont annoncé la fermeture de la maison le 8 janvier 2009 en raison du différend avec le conseil du comté de Sligo.

#### Premier jugement
Les propriétaires ont intenté une action en justice contre le conseil, affirmant qu'il n'y a pas d'emprise publique dédiée sur la succession et le conseil reconventionna, réaffirmant les droits de passage du public sur les quatre avenues principales,. Les propriétaires ont indiqué qu'ils ne rouvriraient pas Lissadell si le conseil gagnait l'action en justice.
En Irlande, un droit de passage peut être établi s'il y a eu dédicace par son propriétaire au public et deuxièmement, si le public a accepté cette dédicace. En l'absence d'une dédicace expresse, il faut la déduire du comportement d'un propriétaire. Les droits de passage généraux peuvent aussi être revendiqués, et ce depuis la Land War des années 1880, par le principe de la common law d'Adverse possession (possession déloyale). Ces droits de passage peuvent être maintenus si une utilisation continue pour une durée indéterminée, sans que le propriétaire ne se déplace pour bloquer cette utilisation, puisse être prouvée. Prouver une telle utilisation est souvent difficile.
Afin de déduire si une dédicace existait, l'affaire s'est concentrée sur l'érection et l'élimination subséquente d'une barrière en 1993 par Sir Jossylyn, apparemment pour tenir à l'écart les promeneurs New Age.
Le juge de la Haute Cour (McMahon J) a décidé que Sir Jossylyn n'avait pas opposé d'objection à ce que les locaux la retirent ensuite, ce qui montrait qu'il considérait les droits de passage comme appartenant au public. Les audiences de 58 jours se sont terminées en juin 2010, avec un jugement confirmant les revendications des conseils sur les avenues.
Les coûts juridiques pour les deux parties à ce stade ont été estimés à 6 millions d'euros. Les discussions sont restées fermées.

#### Appel
Les Walsh-Cassidys ont alors fait appel à la Cour suprême d'Irlande. Ils ont prétendu que le juge McMahon avait « commis une erreur en convertissant des preuves sur l'utilisation depuis les années 1950 de quatre routes dans le domaine de 410 acres dans une présomption effective et une extension significative de la loi régissant les droits de passage ». L'affaire portait de nouveau sur la question de savoir si une dédicace de droit de passage avait été voulue par les anciens propriétaires de Lissadell. Cette fois l'incident de 1993 a été interprété pour déduire que Sir Jossylyn a vu l'avenue comme la sienne pour bloquer et n'a cédé que dans l'intérêt des relations publiques.
Le 11 novembre 2013, la Cour suprême a rendu un jugement de 117 pages qui a statué en faveur des propriétaires, à l'exception d'un droit d'accès public le long de la plage.
Le 3 avril 2014, la Cour suprême a conclu que le conseil du comté de Sligo devait payer 75% des coûts des appelants, estimés à 5,25 millions, et l'ensemble de ses propres frais pour la bataille juridique de 58 jours.

#### Question soulevée.
L'affaire a soulevé des questions sur la nature contestée des droits de propriété dans un pays anciennement colonisé, ainsi que l'omission dans la Loi de 2009 sur la réforme du droit foncier et des transferts (Land and Conveyancing Law Reform Act) de toute modification substantielle de la loi existante sur les droits de passage. Les lois relatives aux droits de passage sont généralement antérieures à la fondation de l'État et découlent donc de l'ère coloniale du landlordism britannique. Les lois irlandaises sur l'accès public restent donc parmi les plus restrictives d'Europe,. Cela dit cela a prouvé qu'un procès bien mené sur la base d'une loi forte a prévalu contre l'amateurisme du Conseil de Sligo.
Dans un sens plus large, on a suggéré que l'affaire Lissadell était un exemple du lien entre capitalisme individualiste et questions de droits de propriété dans les pays postcoloniaux où le système de droit hérité du colonisateur n'est pas en harmonie avec ce qui est selon certains, la culture héritée de la majorité. Cette déconnexion affirmée est discutée dans 'When Histories Collide' de Raymond Crotty dans lequel l'échec affirmé des économies capitalistes colonisées comme l'Irlande à se développer en douceur s'explique par le fait que «l'individualisme était imposé de façon inappropriée aux sociétés communautaires où la terre restait le facteur limitant. Lorsque les anciennes colonies obtiennent leur indépendance, les élites s'assurent de ne pas renverser le système existant mais ne fait que transférer à eux-mêmes les privilèges qui avaient autrefois été accordés aux élites coloniales: en Irlande et ailleurs, les élites étaient avant tout celles qui avaient réussi à se procurer les titres fonciers,».
Dans cette analyse, Lissadell est un affrontement entre les différentes conceptions de la nature de la propriété qui existent dans différentes régions de l'Irlande moderne, en l'occurrence ce qui est affirmé comme étant le plus grand individualisme de l'Est, et ce qui est affirmé être l'approche plus communautaire à l'ouest.
Lors de l'examen de l'affaire, plusieurs représentants du Conseil de Sligo ont exprimé leur reconnaissance des implications d'un précédent, établi par l'affaire Lissadell sur ces questions sous-jacentes: «Nous ouvrons ici une boîte de Pandore. Il y a 100 ans, il y avait un chemin de masse à travers mon pays " et "alors que c'était Lissadell House aujourd'hui", "qu'en est-il des [les implications pour] agriculteurs ordinaires dans d'autres endroits".
La décision de la Cour suprême a également été critiquée par les défenseurs du libre accès à la campagne, y compris l'ountaineering Ireland pour avoir "placé la barre trop haut" rendant ainsi impossible l'affirmation du droit de passage par un usage prolongé, exigeant plutôt le dévouement du propriétaire foncier, une position abandonnée dans la plupart des juridictions européennes, y compris l'Angleterre, comme démonstration trop onéreuse.
D'un autre côté, la décision de la Cour suprême a été accueillie favorablement par l'organisation des agriculteurs irlandais, l'Irish Creamery Milk Suppliers Association (ICSMA). Le président de l'ICMSA, John Comer, a déclaré que c'était «une victoire pour le bon sens» et qu'il aiderait les propriétaires fonciers à se sentir rassurés.
Il a été noté que l'invocation dans l'affaire Lissadell de précédents jurisprudentiels anglais hérités par l’État et l'absence de référence à la Constitution irlandaise dans les deux arrêts, souligne le recours continu des tribunaux de la république d'Irlande au droit anglais et précédent, et le maintien concomitant des droits de propriété à anglais, qui peuvent ou non être adaptés à la situation actuelle en Irlande.
Des litiges sur des droits de passage ont également eu lieu au château d'Ashford dans le comté de Mayo en 2011.

## Concerts
- Westlife - Where We Are Tour: 30 juillet 2010
- Leonard Cohen - Leonard Cohen Tour 2008–2010: Le 31 juillet; 1er août 2010